# Synoikisme

Steden in synoikoisme

Synoikisme of synoikismos (Oudgrieks: συνοικισμός < σύν (met; samen) + οἶκος (huis; gemeenschap)) is een term waarmee het samengroeien van verschillende dorpen of nederzettingen tot één polis (m.b.t. het oude Griekenland) wordt aangeduid. Tegenwoordig wordt de term vooral in de klassieke archeologie gebezigd.

## Voorbeelden
- Athene (de unificatie van Attika volgens de sage van Theseus)
- Sparta
- Efeze
- Megalopolis
- Kassope
- Nikopolis
- Olynthos
- Rome